# Mali ponirek
Mali ponirek (znanstveno ime Tachybaptus ruficollis) je vrsta vodnih ptic iz družine ponirkov, ki je razširjena tudi v Sloveniji.

## Opis
Odrasle ptice dosežejo med 25 in 29 cm v dolžino ter tehtajo med 130 in 235 gramov. Perut je dolga med 97 in 107,5 cm, kar izkazuje slabe letalne sposobnosti malega ponirka, ki se, podobno kot ostali ponirki, nerad dvigne v zrak. Gnezdo, v katerega samica izleže od 4 do 6 belih jajc, si mali ponirek zgradi na plavajočem kupu rastlinja. Kadar so jajca za krajši čas prepuščena sama sebi, jih starši običajno prekrijejo z rastlinjem, da jih plenilci težje opazijo. Inkubacijska doba jajc je okoli 20 dni. V Sloveniji ima mali ponirek po dva zaroda. Prvi se običajno izvali v aprilu, drugi pa v juliju. Je delna selivka, ki se prehranjuje z drobnimi ribicami in vodnimi nevretenčarji, ki jih lovi pod vodno gladino.
Med dvorjenjem ima kostanjevo rjavo obarvan vrat, sicer pa so v navadnem perju lica, vrat in prsi oker barve. Ima čokat in koničast kljun in se, kot vsi ponirki, zelo dobro potaplja. Za malega ponirka je značilno, da samec poskrbi za mladiča, ki se izvali prvi, samica pa medtem naprej vali preostala jajca. Mladi ponirki znajo že kmalu po izvalitvi plavati, kljub temu pa jih starši pogosto vozijo na svojem hrbtu. Popolnoma se osamosvojijo po približno šestih tednih.